# Girl in Red
Marie Ulven Ringheim (née le 16 février 1999 à Horten), mieux connue sous le nom de scène Girl in Red (stylisé girl in red), est une auteure-compositrice-interprète, musicienne et productrice norvégienne. Elle est connue pour « ses hymnes de pop de chambre parlant d'amour et de santé mentale ». Son single I Wanna Be Your Girlfriend est streamé plus de 150 millions de fois en ligne, et se classe no 9 sur la liste du New York Times des 68 meilleures chansons de 2018. Depuis 2018, Ulven sort deux EP depuis son studio de chambre, et réunit plus de 10 millions de personnes l'écoutant en un mois sur Spotify (mois d'avril 2021). Elle sort aussi son premier album, If I Could Make It Go Quiet le 30 avril 2021, précédé de deux singles, Serotonin et You Stupid Bitch.
Marie Ulven est désignée comme « icône queer » par le magazine Paper, et un « phénomène », « parmi les plus fines et passionnantes compositrices travaillant dans le monde de la guitare » par le New York Times.
Depuis 2019, Marie Ulven réalise deux tournées en Amérique du Nord et deux en Europe, et joue dans des festivals tels que Lowlands, Rock en Seine et Øyafestivalen. NME désigne son spectacle au festival The Great Escape de 2019 comme un « des plus acclamés ».

## Biographie

### Enfance
Marie Ulven Ringheim est née dans la ville d'Horten, en Norvège, le 16 février 1999. Elle y grandit avec ses sœurs et ses parents divorcés, et décrit sa vie comme « calme et assez ennuyeuse » dans une interview accordée à Triple J en octobre 2019. Sa mère travaille dans le secteur de la technologie, et son père est policier. Bien que son grand-père joue de la guitare et du piano, elle grandit sans instruments de musique chez elle. C'est son grand-père qui lui offre sa première guitare comme cadeau de Noël en 2012, mais elle ne commence à en jouer qu'en 2013, après s'être désintéressée du fingerboarding. Elle reconnaît l'influence de son grand-père dans son intérêt pour la musique. 
Au lycée, Ulven s'intéresse d'abord à l'enseignement avant d'être introduite à la guitare et à la composition de chansons à l'âge de 14 ans. Elle apprend seule à jouer du piano, de la guitare et à produire sa musique depuis sa chambre. À l'époque, elle commence par écrire et sortir des chansons en norvégien, et prévoit d'étudier la musique, mais ne pense pas en faire une carrière.

### I Wanna Be Your Girlfriend(2015–2017)
Après que son père lui a offert un microphone de la marque Blue Yeti en 2015, Marie Ulven commence à écrire et sortir des morceaux de musique norvégienne sur SoundCloud sous le nom de Lydia X,. Elle arrête les cours de guitare au bout de six mois, quand le personnel enseignant refuse de reconnaître son intérêt pour la composition et la production. 
Marie Ulven invente le nom de scène « Girl in Red » après s'être décrite ainsi dans un SMS envoyé à une connaissance qui devait la retrouver au milieu d'une foule. Sous ce nouvel alias, elle sort son premier single, I Wanna Be Your Girlfriend sur SoundCloud en novembre 2016. Ce dernier est écouté plus de cinq mille fois en cinq mois. À la suite de sa diffusion sur le site de musique norvégien NRK Urørt, I Wanna Be Your Girlfriend amasse des milliers d'écoutes et donne à Ulven une large communauté d'abonnés en ligne.

### Chapter 1etChapter 2(2018–2019)

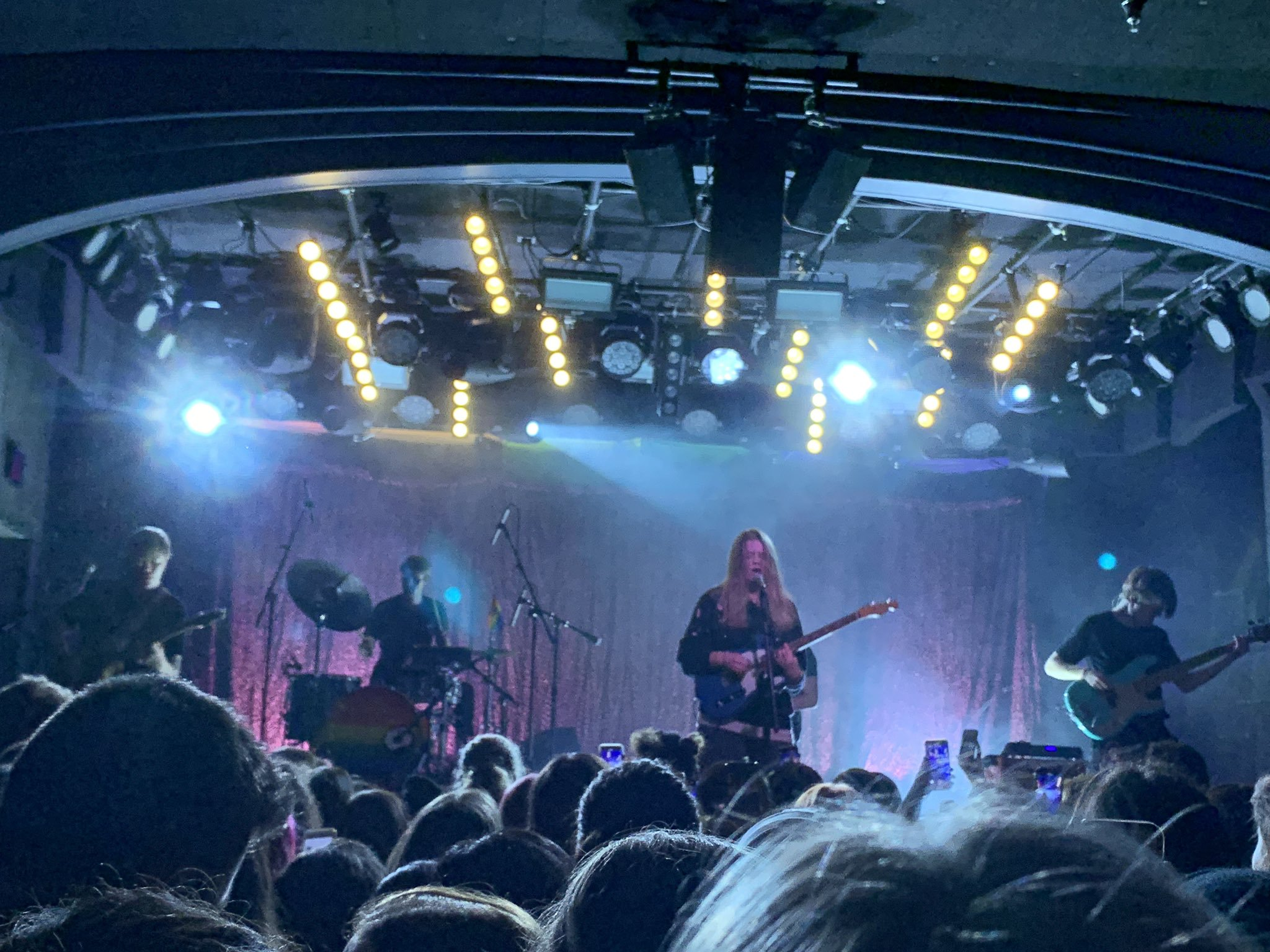
Girl in Red à Los Angeles en septembre 2019.

En 2018, les singles Summer Depression et Girls gagnent des milliers de vues et de streams. Début 2019, Marie Ulven remporte son premier prix aux GAFFA Awards 2018, en tant que « Norwegian Newcomer of the Year ». En mars 2018, I Wanna Be Your Girlfriend est mis en ligne sur la plateforme Apple Music. Après la sortie de son premier EP Chapter 1, le 4 septembre 2018, I Wanna Be Your Girlfriend devient no 9 de la liste du New York Times des meilleures chansons de 2018.
Ulven réalise la première partie pour Clairo à Dublin et à Paris en septembre 2018, et sort la chanson We Fell in Love in October en novembre 2018, qui atteint la quatorzième place du US Rock Charts en octobre 2019,,. En octobre 2018, la chanson I Wanna Be Your Girlfriend gagne le prix Årets Urørt aux P3 Gull awards. Marie Ulven produit la chanson à l'entracte de la cérémonie, aux côtés de Astrid S, Dagny et Emilie Nicolas. 
Elle commence sa première tournée nord-américaine comme artiste secondaire aux côtés de Conan Gray en mars 2019. Son second EP, Chapter 2, et Beginnings, une compilation de ses chansons sur un album vinyle exclusif, sortent le 6 septembre 2019 sous le label AWAL. Marie Ulven embarque pour sa première tournée en tant qu'artiste principale, World in Red, en octobre 2019, et se produit dans des villes telles que Dublin et San Francisco,.
En novembre 2019, Girl in Red est en tête de la Hype List of 2020. 

### If I Could Make It Go Quiet(2020–2023)
Marie Ulven fait la une des journaux Gay Times et Dork en décembre 2019,, et de NME en janvier 2020. En 2020, elle produit le single Kate's Not Here pour la bande originale du film d'horreur The Turning. Dans une interview donnée à Billboard et à NME, elle déclare vouloir sortir son premier album, World in Red, en octobre 2020,. Un nouveau single, Midnight Love, sort en avril 2020, pendant la pandémie de Covid-19. À ce sujet, Marie Ulven déclare à NME, « [la pandémie] n'arrêtera pas World In Red, baby! ».
En mai 2020, Marie Ulven est incluse à la liste des Dazed 100 après que son single I Wanna Be Your Girlfriend a atteint les 150 millions de streams. Mi-2020, elle devient un symbole populaire de l'identité queer sur la plateforme en ligne TikTok, dont les utilisateurs utilisent la phrase « Écoutez-vous Girl in Red? »,. Fin août, Marie Ulven sort Rue, extraite de son album à paraître.

### I'm Doing It Again Baby(depuis 2024)
Le 30 janvier 2024, Girl in Red annonce la sortie de son deuxième album intitulé, I'm Doing It Again Baby, pour le 12 avril 2024. Le premier single extrait de l'album est Too Much, dévoilé le 9 février 2024.

## Vie personnelle
Marie Ulven vit dans le quartier Grünerløkka d'Oslo. 
Elle est ouvertement LGBTQIA+ : elle ne se reconnaît pas comme lesbienne mais comme queer ou gay,. 
Elle a étudié la production et la composition musicale à la Westerdals Oslo School of Arts, Communication and Technology.

## Discographie

### Albums studio
- 2024 : I'm Doing It Again Baby

### Singles
- 2017 : I Wanna Be Your Girlfriend
- 2017 : Will She Come Back
- 2017 : Dramatic Lil Bitch
- 2018 : Say Anything
- 2018 : She Was the Girl in Red
- 2018 : Summer Depression
- 2018 : 4am
- 2018 : Girls
- 2018 : We Fell in Love in October
- 2019 : Watch You Sleep.
- 2019 : I Need to be Alone.
- 2019 : Dead Girl in the Pool.
- 2019 : I'll Die Anyway.
- 2019 : Bad Idea!
- 2020 : Midnight Love
- 2020 : Rue
- 2020 : Two Queens in a King Sized Bed
- 2021 : Serotonin
- 2021 : You Stupid Bitch
- 2024 : Too Much

## Distinctions
| Année | Organisation                     | Prix                                | Œuvre                      | Résultat | Réf.   |
| ----- | -------------------------------- | ----------------------------------- | -------------------------- | -------- | ------ |
| 2018  | GAFFA-Prisen                     | Nouvel artiste norvégien de l'année | Girl in Red                | Lauréat  | [ 19 ] |
| 2018  | GAFFA-Prisen                     | Meilleur succès norvégien           | Girls                      | Nommé    | [ 43 ] |
| 2018  | P3 Gull                          | Untouched of the Year               | I Wanna Be Your Girlfriend | Lauréat  | [ 25 ] |
| 2019  | P3 Gull                          | Nouvel artiste de l'année           | Girl in Red                | Nommé    | [ 44 ] |
| 2019  | DIY                              | Class of 2020                       | Girl in Red                | Inclus   | [ 45 ] |
| 2019  | Dork                             | Hype List 2020                      | Girl in Red                | Premier  | [ 30 ] |
| 2020  | NME                              | The NME 100                         | Girl in Red                | Inclus   | [ 46 ] |
| 2020  | Music Moves Europe Talent Awards | General Award                       | Girl in Red                | Lauréat  | ,      |
| 2020  | Spellemannprisen                 | Newcomer of the Year                | Girl in Red                | Nommé    | [ 49 ] |
| 2020  | Spellemannprisen                 | Gramo scholarship                   | Girl in Red                |          | [ 49 ] |

## Tournées

### En tant qu'artiste principale
- The World in Red Tour (2019)[29],[50]
- If I Could Make It to Quiet Tour (2023)
- I’m Doing It Again Baby Tour (2024)

### En tant qu'artiste secondaire
- Fall Tour (2018) (Clairo)[51],[52]
- The Sunset Shows (2018–2019) (Conan Gray)[27]
- The Eras Tour (2023) (Taylor Swift)